# Міріам Буткерайт
Міріам Буткерайт (нім. Miriam Butkereit; 8 травня 1994, Гамбург, Німеччина) — німецька дзюдоїстка, срібна призерка Олімпійських ігор 2024 року.

## Виступи на Олімпіадах
| Олімпіада  | Дисципліна      | Місце |
| ---------- | --------------- | ----- |
| Париж 2024 | до 70 кг        | 2     |
| Париж 2024 | змішана команда | 5     |

## Зовнішні посилання
- Міріам Буткерайт на сайті International Judo Federation (англійська)
- Міріам Буткерайт на сайті JudoInside.com (англійська)
- Міріам Буткерайт на сайті AllJudo.net (французька)
- Міріам Буткерайт на сайті Olympics.com (англійська)
- Міріам Буткерайт на сайті German Olympic Committee (німецька)